# 小叮噹大戰機器人
《小叮噹大戰機器人》，是金淮電影事業有限公司在1983年發行的电影。 在1983年2月12日除夕上映，而同制作公司也製作過《林旺爺爺的故事》、《少年葛瑪蘭》等作品。為台灣未經授權自製的哆啦A夢電影。本電影已經絕版。
本作品畫風有些形似哆啦A夢日本電視台版動畫，故事當中大雄與哆啦A夢等人都被設定為住在臺灣而非日本，而劇情風格與哆啦A夢原著相差甚遠。
當時報紙上所刊登的廣告，其中口號包括「看了小叮噹，全年功課一定響叮噹」、「國人自製特別好看」、「小叮噹、叮叮噹、好勇敢、能擔當、有才幹，不怕難，殺強敵，不簡單」等。

## 劇情
大雄和小叮噹（哆啦A夢）過著平凡的生活，然而有一天，大雄爸爸被工廠裁員而失業，一家人頓時連吃飯都成問題。大雄和小叮噹去調查，發現是怪博士製作的機器人「小全能」大量被企業採用，小全能工作效率快、正確性又高，結果造成工人被機器人取代。大雄和小叮噹用道具讓小全能工作變慢、出錯，於是企業家紛紛辭退小全能，而大雄爸爸得以回到工作崗位。小全能的製造者怪博士對於小全能不能進占所有企業這件事心有不甘，於是怪博士舉辦了一場機器人博覽會，打算讓自己的小全能被評定為機器人中的優勝，好讓企業家們採用自己的機器人。然而，同樣參賽的小叮噹利用各式各樣的道具，擊敗了怪博士的機器人得到第一名。小叮噹頓時成為名人，而大雄想過明星癮所以假扮成小叮噹到路上吸引目光，但是憤恨不已的怪博士將小全能改造成小叮噹的樣子讓它四處為非作歹，害扮成小叮噹的大雄被警方抓走，而真的小叮噹出面讓假冒的機器人現形。後來博士又作出大型的機器獸「鷹王一號」要毀滅世界，小叮噹發現機器獸的弱點是一顆寶石，就是回到一千年前尋找寶石，大雄等人與國軍聯合對抗博士，最後小叮噹及時趕回來打敗了機器獸。

## 製作團隊
- 製片：羅理平
- 導演：王亞泉
- 編劇：方于
- 出品人：劉開雲
- 監製：同大賚
- 作畫統一：郭冰霖
- 原畫：李春永、林順發、陳耿彬、林正川
- 出品公司：宏廣股份有限公司
- 發行公司：金淮有限公司

## 外部連結
- 哆啦A夢wiki上的相关条目：小叮噹大戰機器人